# Capsa de pizza

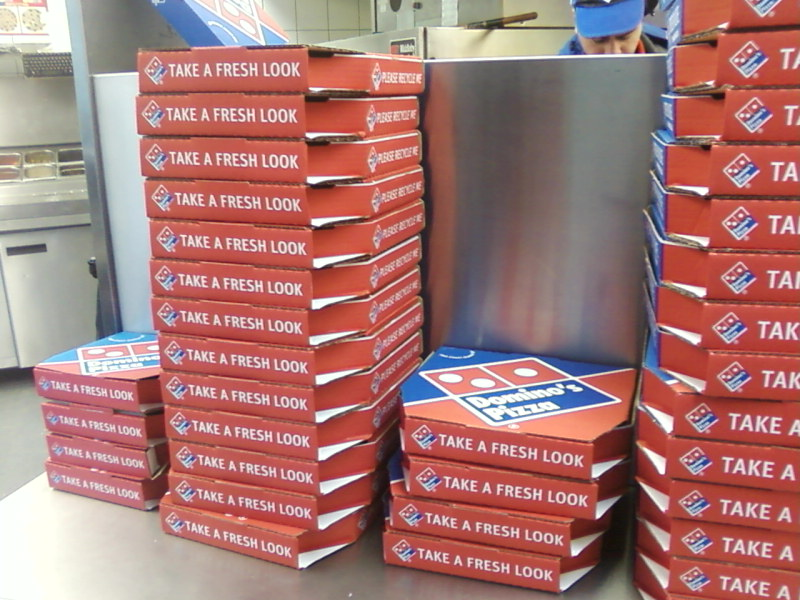
Capses de pizza de Domino's Pizza

Composició de la capsa de pizza

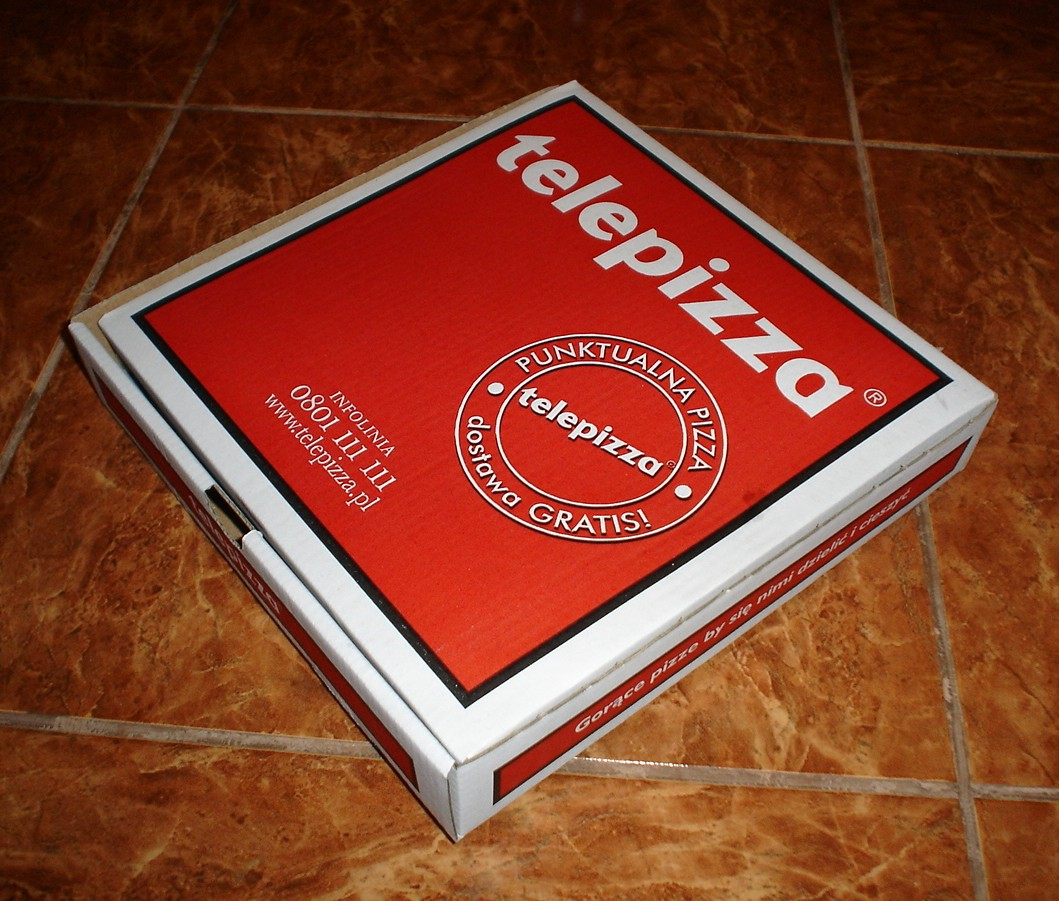
Caixa de cadena Telepizza

La capsa de pizza és una caixa plegable on s'emmagatzemen les pizzes calentes per emportar.

## Característiques
La capsa de pizza sovint està feta de cartró ondulat, ha de ser resistent, econòmica, apilable, aïllada tèrmicament, ha de permetre la regulació de la humitat i ha de ser apta per al transport d'aliments. El paper utilitzat per fer les caixes de cartró ha de ser 100% fibres vegetals verges. Els capses de pizza es diferencien dels cartons de pizza congelats, que contenen el producte congelat en làmines de plàstic termosegellades, com és el cas de molts aliments congelats.

## Història
La caixa de cartró per a pizzes va ser patentada per Sergio Boscolo l'any 1985. El mateix any va fundar Trebox, una empresa especialitzada en la producció a gran escala d'aquest producte.

## Propagació
Només a Itàlia, cada any les pizzeries compren 700 milions de caixes.

## Capsa per a lliurament a domicili

### "Salvapizza"
Als Estats Units, moltes capses de lliurament a domicili porten un separador de plàstic resistent a la calor (generalment polipropilè) col·locat al centre de la pizza. Conegut habitualment com a "Salvapizza" ("estalvi de pizza"). Això evita que la tapa de la caixa toqui la pizza i evita que el formatge i els ingredients s'enganxin a la tapa durant el lliurament. El seu origen es remunta a una patent de Carmela Vitale l'any 1985.

## Reciclatge
Tant els "salvapizza" com les capses de pizza són criticades pel malbaratament de recursos que suposen, ja que només s'utilitzen una vegada i després es llencen. La presència de residus d'aliments o materials plàstics dels "salvapizza" continguts en algunes caixes de pizza, si no s'eliminen, fan que aquests envasos siguin impossibles de reciclar.